# Aneta Šmrhová
Aneta Šmrhová (* 18. listopadu 1983, Praha) je česká pornoherečka nejčastěji známá jako Anetta Keys, vystupuje avšak i pod dalšími jmény.

## Životopis
Od roku 2001 se začala objevovat jako modelka na internetu. Svou kariéru ve filmu pro dospělé začala v roce 2001 - v necelých 18 letech. Ačkoli je možné ji spatřit i v heterosexuálních scénách, vystupuje téměř výhradně v lesbických a sólových scénách, často s českými a maďarskými pornoherečkami. Spolupracuje s celou řadou vydavatelů pornofilmů. Objevila se v časopisech Hustler, Penthouse, Playboy CZ (Playmate leden 2004) a v dalších. Svou kariéru pornoherečky ukončila v roce 2008. Od 2012 se věnuje modellingu (glamour, nude). Je velkou milovnicí zvířat a bojuje za jejich práva. V současné době[kdy?] se prezentuje na stránkách Onlyfans, Patreon a Instagram pod svým uměleckým jménem Anetta Keys.[zdroj?]

## Zajímavosti
Má piercing v nose a pupíku. Má tetování na celých zádech.